# Zipoites af Bithynien
Zipoites (? – 278 f.Kr.) var fyrste af Bithynien efter sin fader Bas af Bithynien, og den første i slægten til at antage kongetitel (basileus). Han førte succesfulde krige mod de hellenistiske storkonger Lysimachos og Antiochos 1 Soter. Han grundlagde en by ved foden af Lypedron-bjerget opkaldt efter ham selv, Zipoition. Han blev efterfulgt af sønnen Nikomedes I.